# Biskopsö, Kimitoön
Biskopsö är en ö och by i Skärgårdshavet i Kimitoöns kommun, en knapp mil söder om Dalsbruk. Byn, det vill säga Biskopsö med omgivande öar och holmar, hörde tidigare till Hitis kommun.
Ön har en yta på ungefär 1 000 hektar. Enligt Finlands första jordbok 1540 fanns där då nio lägenheter. Invånarantalet har minskat kraftigt sedan mitten av 1900-talet för att 2012 vara ungefär 10. Sommartid bor över 200 personer på ön. Då reses midsommarstång och ordnas Biskopsö marknad. Det finns en naturstig på ön.
En förbindelsebåt, Rosala II, kör till ön fyra dagar i veckan. En mindre båt, Taxen, kör enligt barnens skoltider. Vintertid sköts förbindelserna med svävare. Därutöver är man hänvisad till egna båtar eller isarna.
Tidigare har det funnits skola, pensionat, butik, post, telefoncentral, såg, smed, skräddare och skomakare på ön.
Skolan grundades 1919, med verksamhet i Uppgårds tills skolhuset var färdigt 1922, och lades ner 1962. Skolhuset har fungerat som kommunkansli för Hitis skärgård och bibliotek, som pensionat och som lägergård. Huset rustades upp av byalaget med talkokraft på 1990-talet. Från sommaren 2012 skall här inhysas inkvarteringsverksamhet i privat regi, som enligt planerna så småningom kompletteras med gästhamn och programverksamhet.